# Freden i Vasvár

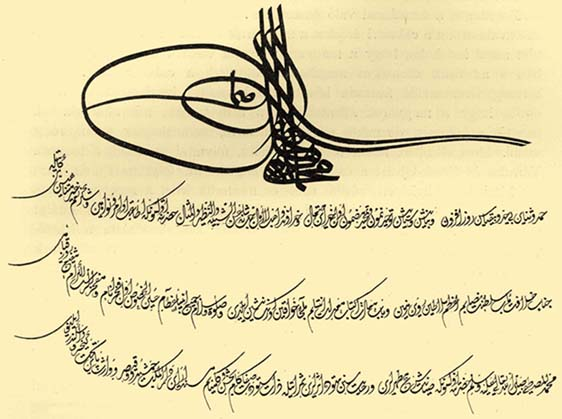
Freden i Vasvár (turkisk skrift)

Freden i Vasvár var ett fredsfördrag mellan Habsburgska och Osmanska riket som slöts efter att den habsburgska armén besegrat osmanerna i slaget vid Sankt Gotthard i dagens Ungern den 1 augusti 1664.  Fredsfördraget höll i cirka tjugo år. 1683 bröt ett krig återigen ut mellan de rivaliserande parterna som kulminerade med slaget vid Wien. 
Trots att habsburgarna gått segrande ur striderna i slaget vid Sankt Gotthard lät de osmanerna behålla stora delar av det territorium de förskansat sig under striderna. Detta ledde till stort missnöje hos kroaterna och ungrarna som därmed förlorade stora markområden till det Osmanska riket. De kroatiska adelsfamiljerna Zrinski och Frankopan reagerade i synnerhet starkt. Missnöjet mellan den kroatiska och ungerska adeln å ena sidan och kejsaren Leopold I å andra, skapade instabilitet inom riket och kulminerade slutligen i den så kallade Zrinski-Frankopankonspirationen.